# Brahim Khouaja
 (décembre 2017).
Si vous disposez d'ouvrages ou d'articles de référence ou si vous connaissez des sites web de qualité traitant du thème abordé ici, merci de compléter l'article en donnant les références utiles à sa vérifiabilité et en les liant à la section « Notes et références ».
Brahim Khouaja (arabe : اﺒراﻫﻴم ﺨواﺠﺔ), né le 1er janvier 1927 à Mahdia et mort le 18 octobre 2019, est un homme politique et homme d'affaires tunisien.

## Biographie
Brahim Khouaja effectue ses études primaires à Mahdia et secondaires au Collège Sadiki. Titulaire d'une licence en mathématiques, il adhère au Néo-Destour en 1943. Il entre à l'École nationale supérieure des télécommunications de Paris et y obtient un diplôme d'ingénieur en 1954.
Au sein du secrétariat d'État aux Postes, télégraphes et téléphones (PTT), il est nommé ingénieur principal en 1955, ingénieur en chef en 1964 et directeur des télécommunications en 1966.
En 1976, il assure la direction générale de la coordination des télécommunications et de l'équipement au ministère des Transports et des Télécommunications, jusqu’à sa nomination le 7 novembre 1979 comme secrétaire d’État aux Transports et aux Télécommunications, chargé des PTT.
Le 25 novembre 1983, il est nommé ministre des Transports et des Télécommunications, poste qu’il occupe jusqu'au 23 octobre 1985, date de sa nomination à la tête du ministère des Télécommunications.
Entre 1995 et 2015, Brahim Khouaja préside le conseil d'administration du groupe Telnet,.